# Sphigmothorax rondoni
Sphigmothorax rondoni là một loài bọ cánh cứng trong họ Cerambycidae.